# 山納銀之輔
山納 銀之輔（さんのう ぎんのすけ、本名:山納 敏之〈さんのう としゆき〉、1971年3月20日 - ）は、日本の自然素材建築を専門とするエコビレッジビルダーである。
天然素材コンシェルジュや、古民家再生プロデュース、村づくりコンサルタントなどの他、空間デザイナー、自給自足アドバイザー、グランドアーティスト、土壁トレーナーマスター、ストローベイルハウスビルダー、マッドブリックハウスビルダー、里山料理研究家、狩猟採取料理研究家などとして活動するエコビレッジビルダー。

## 経歴・人物
23歳で起業し、電気や水道など、家の困りごとを解決する工務店、『家のお医者さん』として才を発揮。プレハブ小屋の起業から一躍、栃木県2位の売上を誇る町の工務店として、町の総人口のシェア30%を確立。1999年には総理官邸大ホールにて行われた『21世紀日本の構想』の、日本を代表する若手起業家に選抜。当時の総理大臣、小渕恵三と対談を果たす。その縁でドイツ・スウェーデンで自然素材を使用した建築を勉強。26歳にして実業家として成功を上げる。しかしその直後、仲介業者の中抜きに遭い6400万の借金を抱えた。その後もなんとか踏ん張るが、事業や家を手放すことになる。離婚や、事業を辞めた事による人間関係の終焉に疲労し、幾度も自殺を試みるが、6回の失敗で自死を諦め、これまで培った経験を基盤に、30歳で自給自足村作りに挑む。村づくりを始め、数年経った頃、日本で自給自足ブームが起こる。その影響もあり、銀之輔の村もメディアにも多く取り上げられるようになった。しかしまだ順風満帆とはいかず、受難は続く。地域に溶け込み、定期的なワークショップなどで人手にも困らなくなった2011年、今度は東日本大震災が起こる。村の壊滅的な放射能問題に、村の立ち退きはやむをえない状況となった。
手塩にかけた村を手放し、再び拠点を変え、新たな村づくりへと立ち上がるが、今度は全財産を投じた5万坪の村が全て騙し取られる。42歳で再びの転落。お金・道具・人への信頼、全てを失った彼は、人里を捨て、森で狩猟採取生活を送る。この時、落ちていたポリタンクで地面に溜まった水を飲み、食中毒で死を覚悟する。だが機運なことに、その1年半に渡る狩猟採取生活により、“人間本来の生き方"に気づかされた銀之輔は、自らが求める「自然と共に生きる」方法に、ようやく辿り着く。
現在は再び人里に戻り、「自然と共存すること」を軸とした、衣・食・住・医・癒・農・育の技術と、自身の経験を集約させた「循環型エコビレッジビルダー」として、多くの人々に影響を与え続けている。

## 主な活動
エコビレッジビルダー及び講演家、自然素材建築の研究家。日本、ならびに世界中でのエコビレッジ作り。自然素材を使った建築のワークショップ。自給自足村と外での産業流通や、地域の活性化の方法の講演。村づくりコンサルタントなどの、スモールコミュニティづくり講師、自然エネルギーについての講演などを主に行う。
独自の経験からなる、衣・食・住・医・癒・農・育に特化したノウハウや循環システム、そして「自然と共に生きる」在り方を伝えるワークショップや講演活動を積極的に行う。

### 村作り
現在までに、スペインのプリエゴ・デ・コルドバ、タイのチェンマイ、そしてミャンマーBodhi-Hill Project、そしてタンザニアと、日本だけでなく世界各地で、その手腕を奮い活躍している。
また一方では、村づくりコンサルタントとして、全国の村同士のコミュニケーションと流通を生み出しながら、豊かで持続可能な暮らし方を提案し、衣食住エネルギー自給の輪を全国に広げる活動にも積極的に取り組んでいる。

### 建築活動
地球環境と健康にやさしい自然素材を使い、「絵本の中に出てくるような夢のある景色づくり」や、古くなればなるほど味わいが出る造形と建築を手懸ける。尚且つ、健康・持続性を兼ね揃えたデザインは、これまでにも数々の賞を受賞し、テーマパークの景観にも採用されている。
照明心理学、色彩心理学、風水学に基づいたデザイン設計で、店舗、美容サロン、エステティックサロン、スパ、結婚式場、飲食店、宿泊施設、テーマパーク等、数多くの商空間プロデュースを行った。そのランドスケープデザインは、各種メディアにも取り上げられている。その他、温泉街復旧計画、商店街活性化事業、第三セクター企画等にも参加貢献している。
また一方で、麻漆喰、麻を用いた土壁、真菰漆喰、真菰藁のストローベイルなど、伝統素材を活用した天然建材も研究。自然素材建築の色彩においては、アメリカインディアンが千年以上前から使っている土を輸入。天然鉱物顔料による42色の土壁材の製造も独自で行う。

### 地球貢献活動
自然のシステム・伝統的な知恵と文化を守るための森づくり。土壌、各種の生物、大気、森林、微生物、動物、水などを含む、全ての生物・非生物に対する自然環境の調和を軸に「森のような畑づくり」の企画と提案を行う。

### 講演・講師
自然素材建築や、エコビレッジ作りの技術や在り方を伝える活動の一環として、数々のワークショップや講演も盛んに行う。代表的なものには、銀之輔自身が1年半もの間経験した狩猟採取生活や、自らの半生から得た生き方を伝える、”生きたまま生まれ変わる５日間サバイバル”、各地での古民家再生プロジェクト、ストローベイルハウス作りなどがある。
早稲田大学・新宿OZONE、つくば国際会議場、東京国際展示場、PALC自由学校、おおあさ自由学校、栃木農業高校、宇都宮大学、チェンマイpunpun organic farm、犬山農芸など、公的な教育現場で講師経歴も多く持つ。

### 教育
数多の活動の中でも、石垣島で月に一度開催される、子ども達に向けたフリースクールの講師には、特に力を注いでいる。
学校に行きにくい子ども達や、発達障がいと認識された子ども達を対象にしたこの活動は、『やりたいことは何でも挑戦していい。そしてイヤだったらいつでも辞めてもいい。これだ！と思ったらとことん気がすむまでやっていい。』そんな銀之輔の教えのもと、ツリーハウス作りや狩猟採取体験、自然農法や料理など、子ども達に、学校では習えない「自然界に寄り添う生き方」を教える。

### エコビレッジ
子ども達だけで作るエコビレッジ『絵本の村てっぺん』や、世界中のエコビレッジ作りの依頼を受ける『レインボーピープルの育成』、日本神道の伝統植物であるマコモ藁を使った『マコモ龍宮城プロジェクト』など、日本から世界へ向けて、人間本来の生き方と未来への可能性を広げるプロジェクトが、多岐に渡って始動中である。

### ストローベイルハウス
ストローベイルとは『麦わら』のブロックのことを指す。アメリカで生まれたこのストローベイルハウス＝『藁の家』は、環境に優しいだけでなく、化学物質を使用しない、安心・安全で永続可能な建築として、世界中のエコビレッジなどを中心に注目されている。
自然素材の麦わらは、防音・断熱材にもなり、呼吸する壁が作れる。除湿機、加湿器、空気清浄機のいらない、快適な温度と湿度を保ってくれる家作りを可能とする。
更に近年では、出雲大社のしめ縄や、同大社で行われる凉殿祭の伝統植物、真菰を使用したマコモベイルなど、現地の異種素材や伝統植物なども使用。新たなベイルハウスの研究と実践を先駆ける。

### 日干しレンガ
日干しレンガは、粘性のあるローム層の土、泥、砂、水を籾殻や藁などの結合材と混合して作られる風乾レンガのこと。紀元前9000年代から建築に使われており、現在も中国から西アジア、アフリカ北部、中南米などの乾燥地帯で一般使用されている。断熱性があり、夜に熱を発散させる特徴から、通気の良い、涼しい家づくりに適した建材として用いられており、エコビレッジづくりでもよく使用される。

### レインボーピープルとしての活動
レインボーピープル。もともとは、アメリカインディアンの『虹の戦士』から作られた言葉で、七色の服を着た自給自足村づくりの集団のことを指す。
『赤い服』着た人は『料理』を。『オレンジの服』を着た人は『音楽』を。『黄色い服』を着た人は『衣』を。『黄緑色の服』を着た人は『緑化』を。『緑の服』を着た人は『農』を。『青い服』を着た人は『建築』を。『紫の服』を着た人は『医療』を。
エコビレッジを創る際、地球に優しい循環型の村のベース作りを手伝いにきてくれるのが、最高の技術を持った集団レインボーピープルである。この活動の始まりはフランスだが、エコビレッジが盛んに作られるフランスのレインボーピープルは、フランスの外に出る機会はない。ある時、村づくりメンバーに加わっていた彼は、そのメンバーの1人から世界のレインボーピープルの育成を託される事となる。「日本のパスポートは実に世界192ヵ国、ビザを取得せずに渡航できる。世界中にエコビレッジを創ることができるのは日本人しかいない。そして、その育成を担うことができるのは、その技術と経験、魂を兼ね備えた貴方しかいない」。この言葉を受けてから、彼は世界各国のエコビレッジ創りと、レインボーピープルの育成に力を入れるようになる。
レインボーピープルは、基本的に依頼先の村から給与は取らない。依頼主は彼らに半年間の快適な寝床と食料を準備し、交通費と、村づくりに必要な材料費を少し支払う。彼らはエコビレッジに必要なインフラや、村のベースを、約半年間で作ってくれる。活動は極めてチャリティーに近い。
一方で、レインボーピープルは、誰でもなれるわけではなく、『衣・食・住・医・癒・農・育』に特化した技術を要される。世界中の何処へでも出向き、その土地にあるものだけを使って村を作るには、それだけのレベルの技術や能力、行く先々の土地の特色に合わせられる、柔軟性と感性が求められる。
食なら、添加物を一切使わずに野草やスパイス、発酵で料理を作る技術。衣なら、衣服だけではなく、蚊帳やウエディングドレスまで作る技術。農であれば、世界中どこでも、その土地にある菌や虫を利用し、「自然の法則」に従った方法で作物を作る技術。建築は、土、木、竹、石、砂など、現地で一番近くにある天然素材を使い、その土地ならではの快適な空間を作る技術。以上のように、各分野それぞれで、専門性の伴う高い技術と柔軟性が求められる活動でもある。

## 略歴
| 年代      | 活動内容 |  |
| --------- | --- |  |
| 1994年    | 山納電気設立 |  |
| 1999年    | 関東通産局関内商工会連合青年主張発表大会において最優秀賞受賞 |  |
| 1999年    | スウェーデン・ドイツにて建築・福祉・デザイン・建材の研究・修行 |  |
| 1999年    | 内閣総理官邸「21世紀日本の構想」メンバーに選ばれ小渕内閣総理大臣と会談 |  |
| 2000年    | 一橋大学米倉教授と対談「創業支援策」企画 |  |
| 2000年    | 全国商工会連合会主張発表大会において最優秀賞受賞 |  |
| 2000年    | 100%天然素材壁材「グラニットウォール」発明（消石灰と御影石の粉を主成分とする漆喰壁材、特許出願） |  |
| 2001年    | テーマパーク造形デザイン |  |
| 2002年    | NHK出演。障害児を持つ家庭の住宅改修（ノンアレルギー天然素材でプロヴァンス風の内装とバリリゾート風浴室ガーデンテラス） |  |
| 2005年    | JTB主催、寂れそうな温泉旅館プロデュース（鬼怒川温泉、川治温泉、湯西川温泉） |  |
| 2007年    | 「塗り壁のある風景コンテスト」空間部門優秀賞受賞 |  |
| 2008年    | アメリカニューメキシコ州アルバカーキにてアメリカンクレイトレーナーマスター取得 |  |
| 2010年    | 栃木県栃木農業高校の課外授業講師、6次産業化をテーマに、農産物の廃棄部分を建築に活用する実践的授業を行う |  |
| 〜2011年  | 衣食住自給自足の村作り（栃木県） |  |
| 2011年    | 『自然界によりそう住環境』と題して、日本各地に出向き、講演活動行脚を開始。住環境の話題を軸に、物々交換やコトコト交換、地域資産の掘り起こしを通して、6次産業化へ誘導し、日本各地で地域コミュニティと地域経済の活性化を図った |  |
| 2013年    | 山にこもり、海、山、川の狩猟採取の修行 |  |
| 2013年3月 | 宮崎麻産業プロジェクト開始。『麻の豊かすぎる可能性〜衣食住、次世代エネルギーへのシフト』と題して菊池治己農学博士、赤星栄志環境科学博士と共に、消えゆく伝統植物の活用をテーマにした講演を行う                                |  |
| 2014年    | 宮崎次期作物研究会発足 |  |
| 2014年    | ストローベイル製造に成功し、宮崎商工会議所ビジネスプランコンテストで初代最優秀賞受賞 |  |
| 2015年    | ミャンマーBodhi Hill prolect （衣／食／住／エネルギー完全循環型ビレッジ）開始 |  |
| 2015年    | 厚生労働省と農林水産省の協動により、ハローワークが窓口となった新規就農支援事業の一般社団法人犬山農芸にて講師を務める。 |  |
| 2015年    | タイ（チェンマイ punpun organic farm）にて、菌農法、水浄化システム、日干レンガ建築、循環型自然生活を学ぶ |  |
| 2015年    | 各地の人々との出会いで得た、多様な自然農法と、自然素材建築家としての独自の視点から生まれた、自然と調和する農法を「愛情農法」と名付け、自然のエネルギーと菌を味方につけ、頑張らない農業の指導を始める                        |  |
| 2015年    | スペインコルドバにてアイトール自然園の村づくり開始 |  |
| 2018年    | ミャンマー に自然界にあるものから地元の人と共に創りだす学校《Lotusgarden school総合プロデューサー》開校 |  |
| 2018年    | 北名古屋市主催生涯学習センター講座「女を磨く料理教室」講師 |  |
| 2018年    | 早稲田大学特別講師として公開授業「自然界によりそう生き方」 |  |
| 2018年    | 石垣島南国自給自足リゾート「絵本の村のつくり方」開始 |  |
| 2019年    | 自然のエネルギーと菌を味方につける農業学校「LOVE 農 SCHOOL」開始 |  |
| 2020年    | 学校に行きにくい子ども達やひきこもりの子などを対象としたフリースクールの講師スタート(石垣島) |  |
| 2020年    | 自然界にあるものだけで衣食住を創る《ナチュラルビルダーズ》発足。地球環境を壊さない循環型建築集団レインボーピープルの育成をスタート                                                                                          |  |
| 2021年    | アラフィフヒーロー愛と勇気のラブレイブにヒーロー「スサノヲ」として加入 |  |
| 2022年    | 宮城県気仙沼にて、マコモ龍宮城プロジェクトスタート！プロジェクトリーダーを務める |  |